# Daikokuya Kōdayū
Daikokuya Kōdayū (大黒屋 光太夫 Daikokuya Kōdayū?), (1751 - 28 de mayo de 1828), fue un marino japonés, náufrago en las costas de las islas Aleutianas, entonces parte del Imperio Ruso, que pasó once años de su vida en Rusia, y fue recibido en San Petersburgo por Catalina II de Rusia, quien trató de utilizarlo para establecer relaciones con el Shogunato Tokugawa, que gobernaba en Japón, país cerrado a los extranjeros desde el siglo XVII..

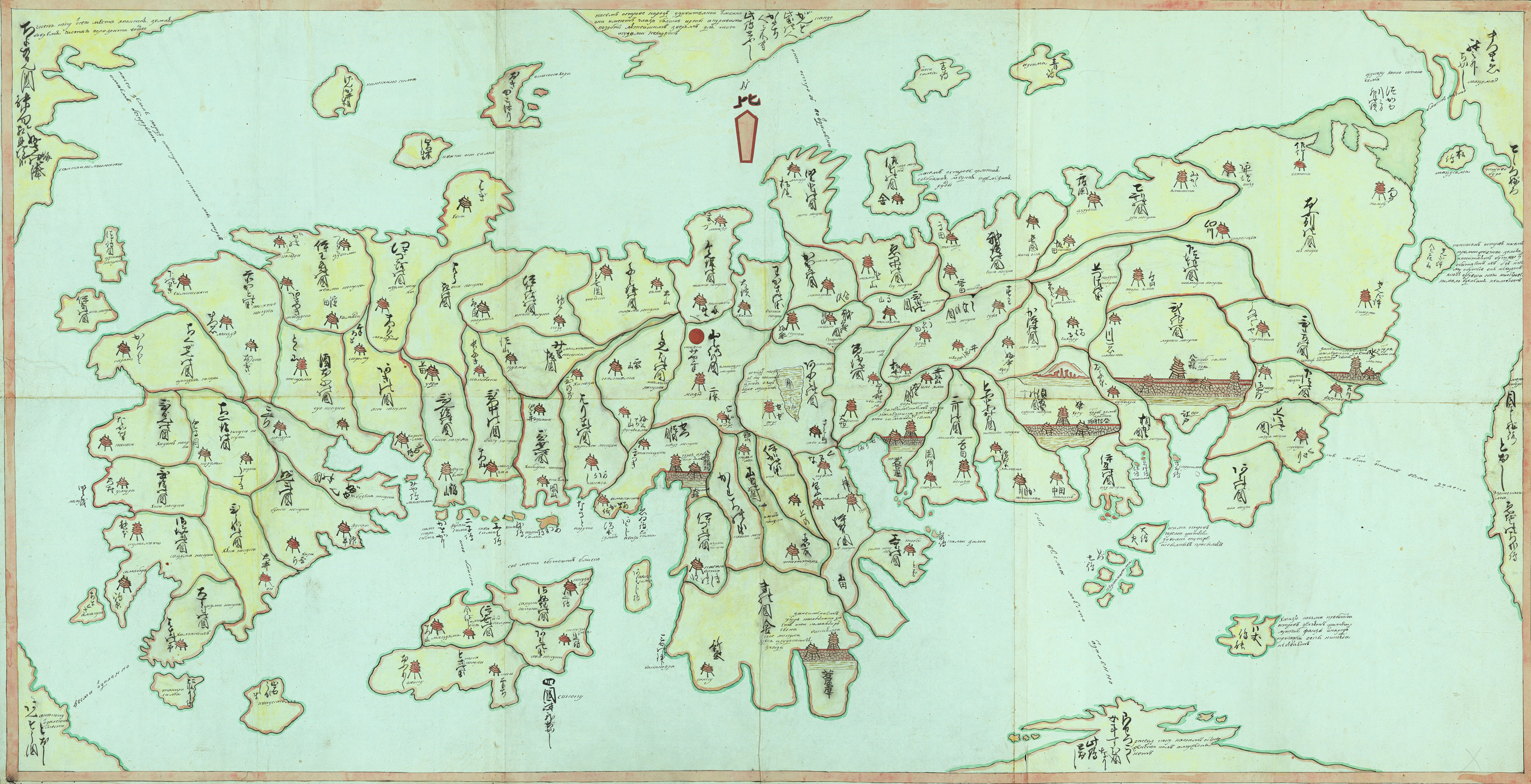
Mapa de Japón dibujado por Daikokuya Kōdayū en 1789 con topónimos en japonés y ruso.

Capitán de un barco japonés que partió de Yedo en 1782, y tras una navegación de varios meses, Kōdayū y su tripulación se vieron arrastrados por diversas tormentas a Amchitka, en las islas Aleutianas, donde entraron en contacto con funcionarios y militares rusos, dado que el archipiélago formaba parte de la Alaska rusa. Tras diversas tribulaciones, Kōdayū, entró en contacto con Erich G. Laxmann, oficial finés al servicio de Rusia, quien lo trasladó a la corte imperial donde, en Tsárskoye Seló, fue recibido, el 28 de junio de 1791, en audiencia por la Zarina Catalina II, que, tras diversas alternativas, permitió el retorno, a quien lo desease de la tripulación, a Japón. Parte de la tripulación permaneció en Rusia, tras convertirse al cristianismo, mientras que otros volvieron a Japón, aunque ya once de ellos habían muerto.